# Тягнибеда, Яков Фомич
Яков Фомич Тягнибеда — советский хозяйственный, государственный и политический деятель.

## Биография
Родился 26 ноября 1895 г. в г. Глинск, Роменского уезда, Полтавской губернии Российской Империи.
Участник Первой мировой войны, в чине подпоручика царской армии, после окончания школы прапорщиков в 1916 г., участник Гражданской войны. Член КПСС С 1920 г. С 1924 года — на хозяйственной, общественной и политической работе. В 1924—1938 гг. — штейгер в Донбассе, управляющий Карповскими рудниками в Вознесенске-Донецком, на ответственных должностях в народном хозяйстве СССР, начальник шахты № 12 метростроя города Москвы. Награждён орденом Ленина 05.1935 г. Директор Одесского индустриального института, заместитель председателя Совета Народных комиссаров УССР.
Избирался депутатом Верховного Совета СССР 1-го созыва.
Арестован 8 июня 1938 г. По приговору Военной коллегии от 22 сентября 1938 г. расстрелян в этот же день. Место расстрела и захоронения неизвестно.
Приговор Военной коллегии от 22 сентября 1938 года в отношении Тягнибеды Я. Ф. по вновь открывшимся обстоятельствам отменен Военной коллегией Верховного суда СССР
1 октября 1957 г. Дело прекращено за отсутствием состава преступления. Реабилитирован посмертно.